# نتروحلزوناوات
نتروحلزوناوات (بالإنجليزية: Nitrospirae)‏ هي شعبة من البكتيريا وتضم طائفة واحدة هي نتروحلزونويات والتي تحتوي بدورها على رتبة واحدة هي نتروحلزونايات وعائلة واحدة هي نتروحلزونيات والتي تشمل أجناس متعددة مثل نتروحلزونية، العضو الأول في هذه الشعبة تم اكتشافه في عام 1985 هو النتروحلزونية البحرية. العضو الثاني كان نتروحلزونية موسكوية تم اكتشافها في عام 1995.